# Syngnathiformes
Syngnathiformes (do grego: συν (syn), "unido" ou "junto" + γνάθος (gnathos), "mandíbula"), aportuguesado para Singnatiformes, é uma ordem de peixes actinopterígeos que inclui, entre outros, os apara-lápis e os cavalos-marinhos. As espécies incluídas nesta ordem apresentam corpo alongado, estreito, rodeado por anéis ósseos, e pequenas bocas tubulares. Vários grupos têm como habitat massas de macroalgas e gramíneas marinhas, nadando com a cabeça para baixo como forma de camuflagem.

## Sistemática e taxonomia
Em alguns sistemas de classificação estes peixes são incluídos na subordem Syngnathoidei da ordem Gasterosteiformes, em conjunto com a família Gasterosteidae e taxa aparentados. Contudo, novas evidências vieram suportar a classificação tradicional reforçando a posição de que estas espécies devem ser consideradas em ordens separadas até porque entre os Acanthopterygii poderão não ter quaisquer parentes próximos.
Além disso, as espécies pertencentes à família Indostomidae (género Indostomus) e os Pegasidae (peixes-dragão) têm tido colocação variável em conjunto com a linhagem dos Syngnathinae, sendo que a associação com os últimos parece robusta, enquanto que os primeiroas parecem constituir uma ordem separada de actinopterígeos.  Seguindo a convenção aceite pelas principais entidades que publicitam a classificação de peixes (Fish Base, ITIS, Encyclopedia of Life), os Indostomidae estão correntemente inclluídos entre os Gasterosteiformes.
Os traços morfológicos que unem os Dactylopteridae e os Syngnathiformes são notados dese há muito, mas a maioria dos autores inclui este grupo entre os Scorpaeniformes. Contudo, dados obtidos por sequenciação de DNA suportam de forma consistente que ambos grupos são parafiléticos com os Gasterosteiformes sensu lato. Essa análise leva a concluir que os Dactylopteridae são fortemente aparentados com os Aulostomidae e os Fistulariidae, razão pela qual deveriam ser incluídos no mesmo agrupamento taxonómico.
Tendo em atenção as relações taxonómicas acima descritas, uma lista provisória das famílias do grupo, ordenadas por relação filogenética, será a seguinte:
- Centriscidae – peixes-camarão e similares (incluindo os Macroramphosidae)
- Pegasidae – peixes-dragão (inclusão provisória)
- Solenostomidae –
- Syngnathidae – cavalos-marinhos e similares
- Aulostomidae – trombeteiros
- Fistulariidae – cornetas, peixes-corneta